# Präsidentschaftsübergang der Vereinigten Staaten

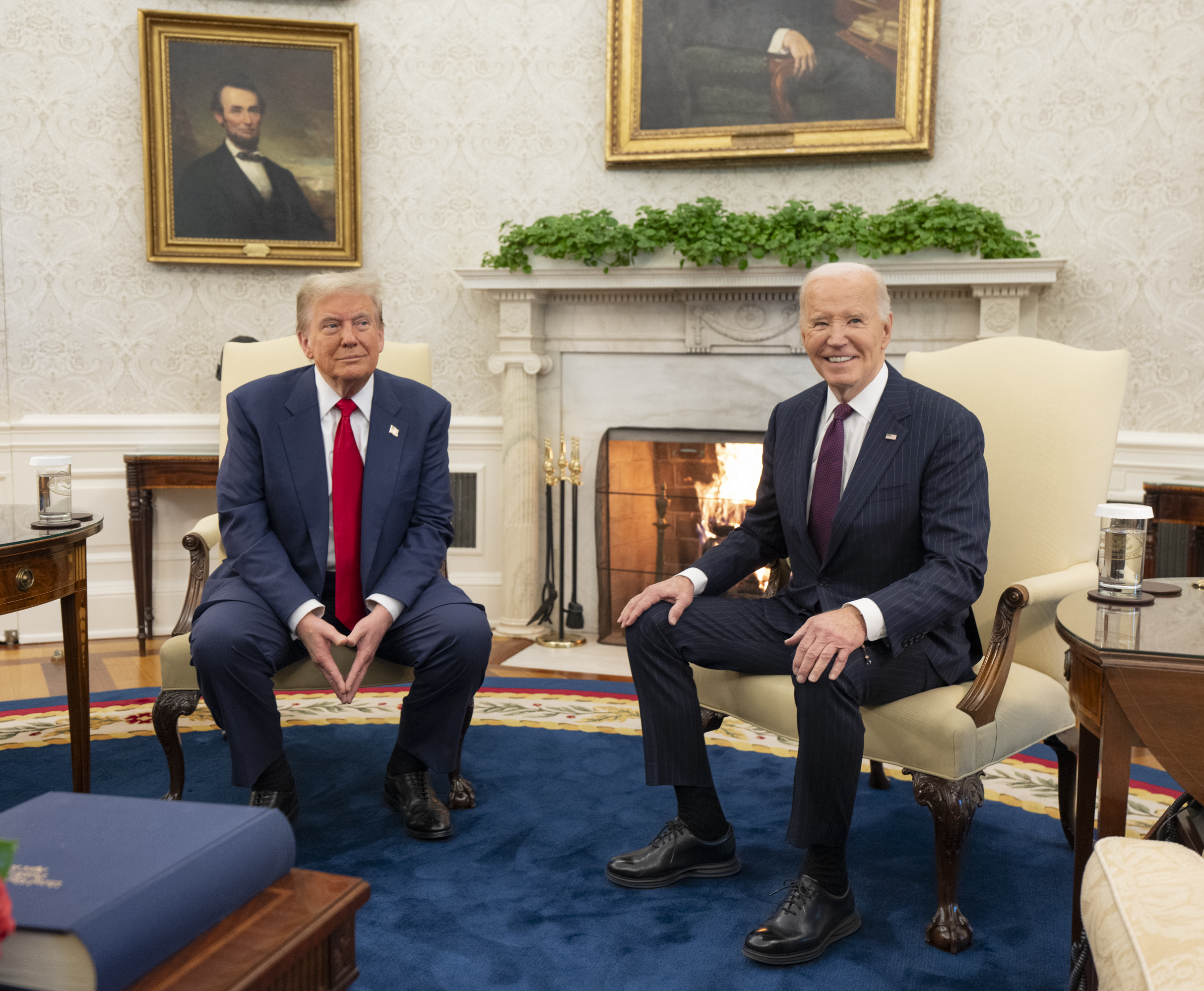
Donald Trump als President-elect und Joe Biden als amtierender Präsident bei einem Treffen im Weißen Haus im November 2024 nach Trumps zweitem Wahlsieg.

Der Präsidentschaftsübergang der Vereinigten Staaten von Amerika (engl. United States presidential transition) ist der in einem mehrmonatigen politischen Prozess organisierte Regierungswechsel in den Vereinigten Staaten. Es ist die Übertragung der Amtsgeschäfte und exekutiven Rechte eines noch amtierenden, aber ausscheidenden Präsidenten an den gewählten Nachfolger (President elect) im Zeitraum zwischen Wahl und Amtseinführung.
Wesentlich für die Formalisierung der Präsidentschaftswechsel war der Presidential Transitions Act of 1963 („Präsidentschaftsübergangsgesetz von 1963“), der mehrfach geändert wurde.

## Geschichte

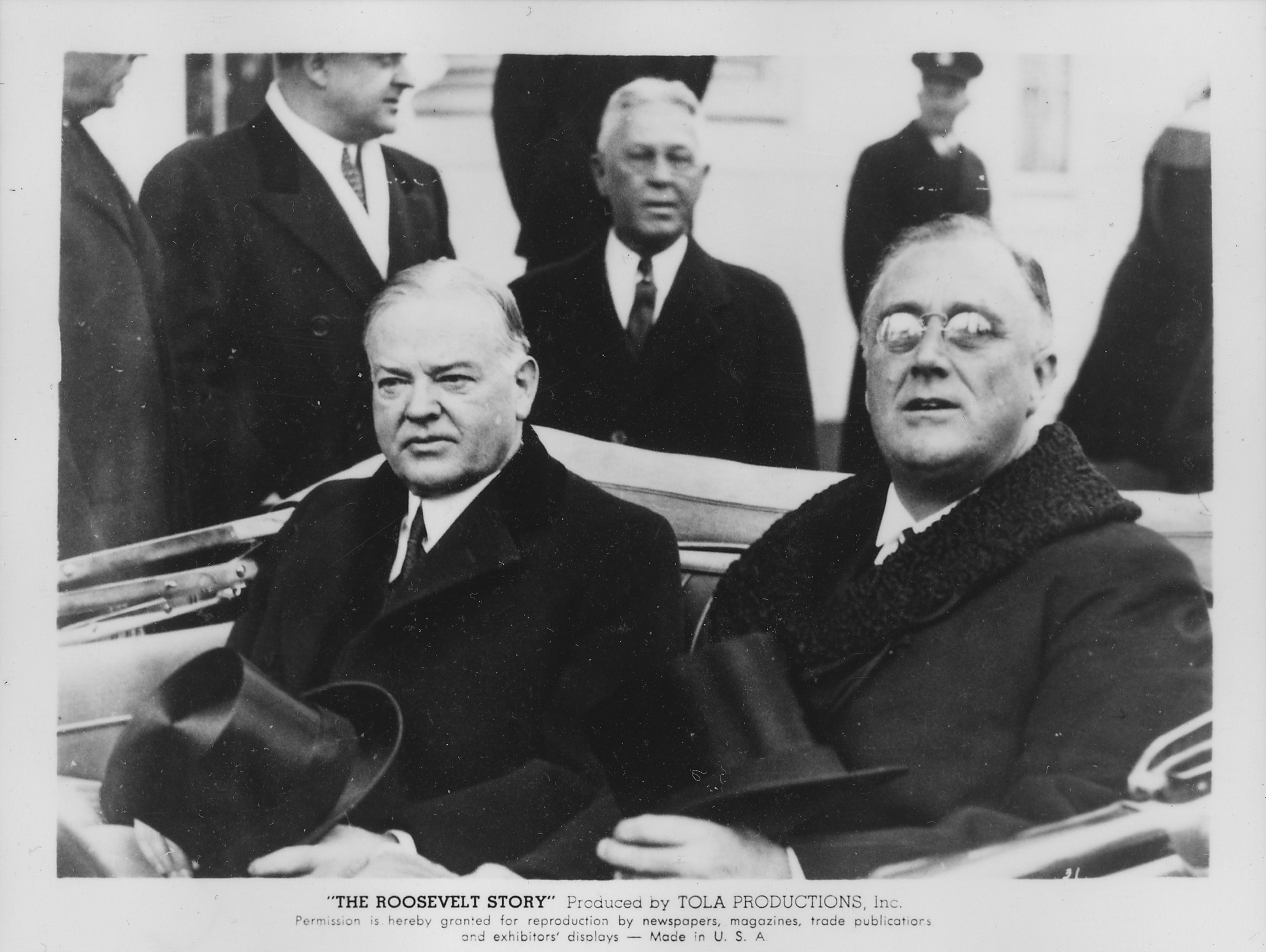
Präsident Herbert Hoover und der designierte Präsident Franklin D. Roosevelt in einer Kutsche auf dem Weg zum Kapitol zur Roosevelts Amtseinführung im März 1933.

In der Geschichte der Vereinigten Staaten bestanden Präsidentschaftsübergaben bis Harry Trumans Präsidentschaft (1945–1953) zumeist ausschließlich aus einem symbolisch-feierlichen Akt der Amtseinführung selbst. Manche von den Regierungswechseln verliefen ohne weitere Zwischenfälle, andere Regierungswechsel waren chaotisch wie die Amtseinführung von Abraham Lincoln (1861).
Nach der US-Präsidentschaftswahl 1952 war es der scheidende Truman selbst, der seinen Nachfolger Dwight D. Eisenhower nach dem Wahlsieg in das Weiße Haus einlud und die Bundesbehörden anwies, der neuen Eisenhower-Regierung schon vor dessen Regierungsantritt zuzuarbeiten. Von 1960 bis 1961 organisierte John F. Kennedy den Machtwechsel nach seinem Wahlsieg eigenständig; dieser umfasste umfangreiche Planungen der Übernahme, die auch das weitere innen- und außenpolitische Vorgehen betrafen. Auch er traf sich, wie viele US-Präsidenten vorher, erst am Tag der Amtseinführung mit seinem Vorgänger.
Nach der Präsidentschaftswahl in den Vereinigten Staaten 2000 war längere Zeit nicht klar, ob Al Gore oder George W. Bush gewonnen hatte. Es dauerte daher bis zu dem Gerichtsurteil am 12. Dezember 2000, bis der Amtsübergang von Bill Clinton zu George W. Bush gestartet werden konnte. Die 9/11-Kommission, die die Terroranschläge vom 11. September 2001 aufarbeitete, kam zu dem Ergebnis, dass der verzögerte Beginn des Amtsübergangs von Clinton zu Bush mitursächlich dafür war, dass die Terroranschläge nicht verhindert werden konnten.
Nach der US-Präsidentschaftswahl 2020 dauerte die Auszählung der Wählerstimmen wegen der COVID-19-bedingt sehr zahlreichen Briefwahlstimmen und wegen der hohen Wahlbeteiligung einige Tage. Amtsinhaber Donald Trump erkannte den Wahlsieg Joe Bidens nicht an (Verschwörungserzählung Big Lie). Die Leiterin der General Services Administration erkannte Biden und Harris erst am 24. November als „offensichtliche Sieger der Wahl“ an. Sie hatte sich vorher geweigert, Biden und seinen Mitarbeitern zur Vorbereitung der Regierungsübernahme den Zugang zu Behördengebäuden, Finanzmitteln und Angestellten zu gewähren. Trump selbst sagte erst am 7. Januar 2021 erstmals eine geordnete Machtübergabe zu, ohne Bidens Wahlsieg anzuerkennen. Seiner Erklärung vorausgegangen war ein gewaltsamer Sturm auf das Kapitol in Washington.

## Presidential Transition Act
Mit dem Presidential Transition Act of 1963 Pub.L. 88-277 wurden erstmals klare Regeln für die Machtübergaben eingeführt, um auch im Übergang eine gute Staatsführung zu gewährleisten. Diese Grundlage wurde mehrfach geändert, durch den Presidential Transitions Effectiveness Act of 1998 Pub.L. 100-398 („Wirksamkeitsgesetz für Präsidentschaftsübergänge von 1998“), den Presidential Transition Act of 2000 Pub.L. 106-293 („Präsidentschaftsübergangsgesetz von 2000“) und durch den Presidential Transitions Improvements Act of 2015 („Verbesserungsgesetz für Präsidentschaftsübergänge von 2015“) Pub.L. 114-136.
Dieses Gesetz weist die General Services Administration an, mit einer Finanzierungshilfe von jeweils etwa 5 Millionen Dollar die in dem Gesetz festgeschriebenen Maßnahmen umzusetzen, darunter die Amtshilfe der staatlichen Einrichtungen bei den Regierungswechseln, die Unterstützung für die von den Präsidenten aufgestellten Übergangsteams sowie die Einarbeitung des neuen Regierungspersonals in ihre Stellen.

## Ablauf des Regierungswechsels

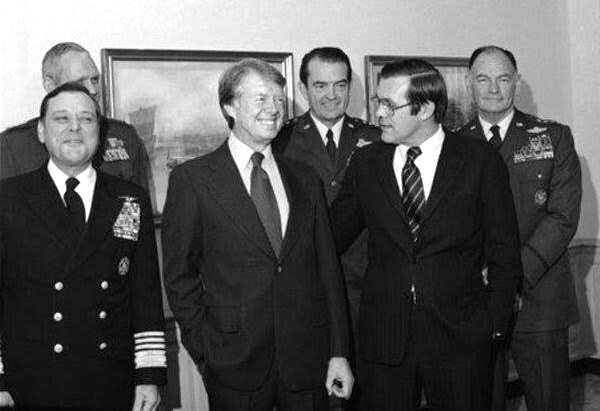
Der designierte Präsident Jimmy Carter mit dem amtierenden US-Verteidigungsminister Donald Rumsfeld und General George S. Brown während eines Besuchs im Pentagon im Dezember 1976.

Die Vorbereitungen beginnen bereits vor der eigentlichen Wahl während der Wahlkämpfe der Präsidentschaftsbewerber. Planungen für die Regierungsübernahme umfassen neben der Aufstellung eines Kabinetts
- das Zusammenstellen eines Organisationsteams für die Zeit zwischen Wahl und Amtseinführung,
- die Verteilung der Zuständigkeiten und das Erstellen eines Zeitplans für die Übergangs- sowie die eigentliche Amtszeit,
- das Einstellen weiteren Personals für die im Weißen Haus frei werdenden Stellen.

Zudem werden Netzwerke und Beziehungen zu Kongressmitgliedern ausgebaut und gepflegt, Kontakte zu dem scheidenden Regierungsteam geknüpft, Verbindungen zur General Services Administration, dem Office of Government Ethics, dem FBI und dem Office of Personnel Management hergestellt, um beispielsweise rechtzeitig Sicherheitsfreigaben für neues Personal zu erhalten.
Der eigentliche Regierungsübergang beginnt unmittelbar nach dem Wahltag der Präsidentschaftswahl. Bei einer zweiten Amtszeit, das heißt der erfolgreichen Wiederwahl eines amtierenden Präsidenten, wird – auch wenn es zu Personalveränderungen in der Regierung kommt – kein Präsidentschaftsübergang auf Grundlage des Übergangsgesetzes durchgeführt. Es gibt de facto keinen Regierungswechsel.
In dem 72 bis 78 Tage dauerndem Übergang treffen sich der ausscheidende Präsident und der neu gewählte Präsident regelmäßig zu Konsultationen und Diskussionen zu politischen Themen.
Es erfolgt die Weitergabe sensibler Sicherheitsdaten an den Nachfolger, der mit den administrativen Gegebenheiten der Amtsführung vertraut gemacht wird.
Das Ende des Übergangsprozesses und der eigentliche Beginn einer US-Präsidentschaft ist mit der Amtseinführung und dem darin enthaltenen Amtseid verbunden. Am selben Tag findet der Auszug des ausscheidenden Präsidenten aus dem Weißen Haus und der Einzug des neugewählten Präsidenten statt.

## Liste von Präsidentschaftsübergängen der Vereinigten Staaten
| Partei | F1 | F2 | Link  |
| ------ | -- | -- | ----- |
| Rep    |    |    | Rep.  |
| Dem    |    |    | Dem.  |
| Union  |    |    | Union |
| Whig   |    |    | Whig  |
| DmRp   |    |    | DmRp  |
| Fed    |    |    | Fed   |

| scheidender Präsident (Partei) | scheidender Präsident (Partei)                          | gewählter Präsident (Partei) | gewählter Präsident (Partei)                            | Übergang begann mit                                                                                   | Übergang endete mit                                      |
| ------------------------------ | ------------------------------------------------------- | ---------------------------- | ------------------------------------------------------- | --- | -------------------------------------------------------- |
|                                | George Washington (Parteilos)                           |                              | John Adams (Föderalistische Partei)                     | Präsidentschaftswahl in den Vereinigten Staaten 1796                                                  | Amtseinführung von John Adams 4. März 1797               |
|                                | John Adams (Föderalistische Partei)                     |                              | Thomas Jefferson (Demokratisch-Republikanische Partei)  | Präsidentschaftswahl in den Vereinigten Staaten 1800 17. Februar 1801                                 | Amtseinführung von Thomas Jefferson 4. März 1801         |
|                                | Thomas Jefferson (Demokratisch-Republikanische Partei)  |                              | James Madison (Demokratisch-Republikanische Partei)     | Präsidentschaftswahl in den Vereinigten Staaten 1808                                                  | Amtseinführung von James Madison 4. März 1809            |
|                                | James Madison (Demokratisch-Republikanische Partei)     |                              | James Monroe (Demokratisch-Republikanische Partei)      | Präsidentschaftswahl in den Vereinigten Staaten 1816                                                  | Amtseinführung von James Monroe 4. März 1817             |
|                                | James Monroe (Demokratisch-Republikanische Partei)      |                              | John Quincy Adams (Demokratisch-Republikanische Partei) | Präsidentschaftswahl in den Vereinigten Staaten 1824, 1825 9. Februar 1825                            | Amtseinführung von John Quincy Adams 4. März 1825        |
|                                | John Quincy Adams (Demokratisch-Republikanische Partei) |                              | Andrew Jackson (Demokratische Partei)                   | Präsidentschaftswahl in den Vereinigten Staaten 1828                                                  | Amtseinführung von Andrew Jackson 4. März 1829           |
|                                | Andrew Jackson (Demokratische Partei)                   |                              | Martin Van Buren (Demokratische Partei)                 | Präsidentschaftswahl in den Vereinigten Staaten 1836                                                  | Amtseinführung von Martin Van Buren 4. März 1837         |
|                                | Martin Van Buren (Demokratische Partei)                 |                              | William Henry Harrison (Whig Party)                     | Präsidentschaftswahl in den Vereinigten Staaten 1840                                                  | Amtseinführung von William Henry Harrison 4. März 1841   |
|                                | William Henry Harrison (Whig Party)                     |                              | John Tyler (Whig Party)                                 | Tod von William Henry Harrison 4. April 1841                                                          | Amtseinführung von John Tyler 6. April 1841              |
|                                | John Tyler (Parteilos)                                  |                              | James K. Polk (Demokratische Partei)                    | Präsidentschaftswahl in den Vereinigten Staaten 1844                                                  | Amtseinführung von James K. Polk 4. März 1845            |
|                                | James K. Polk (Demokratische Partei)                    |                              | Zachary Taylor (Whig Party)                             | Präsidentschaftswahl in den Vereinigten Staaten 1848                                                  | Amtseinführung von Zachary Taylor 5. März 1849           |
|                                | Zachary Taylor (Whig Party)                             |                              | Millard Fillmore (Whig Party)                           | Tod von Zachary Taylor 9. Juli 1850                                                                   | Amtseinführung von Millard Fillmore 10. Juli 1850        |
|                                | Millard Fillmore (Whig Party)                           |                              | Franklin Pierce (Demokratische Partei)                  | Präsidentschaftswahl in den Vereinigten Staaten 1852                                                  | Amtseinführung von Franklin Pierce 4. März 1853          |
|                                | Franklin Pierce (Demokratische Partei)                  |                              | James Buchanan (Demokratische Partei)                   | Präsidentschaftswahl in den Vereinigten Staaten 1856                                                  | Amtseinführung von James Buchanan 4. März 1857           |
|                                | James Buchanan (Demokratische Partei)                   |                              | Abraham Lincoln (Republikanische Partei)                | Präsidentschaftswahl in den Vereinigten Staaten 1860                                                  | Amtseinführung von Abraham Lincoln 4. März 1861          |
|                                | Abraham Lincoln (National Union Party)                  |                              | Andrew Johnson (National Union Party)                   | Tod von Abraham Lincoln 15. April 1865                                                                | Amtseinführung von Andrew Johnson 15. April 1865         |
|                                | Andrew Johnson (Demokratische Partei)                   |                              | Ulysses S. Grant (Republikanische Partei)               | Präsidentschaftswahl in den Vereinigten Staaten 1868                                                  | Amtseinführung von Ulysses S. Grant 4. März 1869         |
|                                | Ulysses S. Grant (Republikanische Partei)               |                              | Rutherford B. Hayes (Republikanische Partei)            | Electoral Commission nach der umstrittenen Präsidentschaftswahl 1876 2. März 1877                     | Amtseinführung von Rutherford B. Hayes 3. März 1877      |
|                                | Rutherford B. Hayes (Republikanische Partei)            |                              | James A. Garfield (Republikanische Partei)              | Präsidentschaftswahl in den Vereinigten Staaten 1880                                                  | Amtseinführung von James A. Garfield 4. März 1881        |
|                                | James A. Garfield (Republikanische Partei)              |                              | Chester A. Arthur (Republikanische Partei)              | Tod von James A. Garfield 19. September 1881                                                          | Amtseinführung von Chester A. Arthur 20. September 1881  |
|                                | Chester A. Arthur (Republikanische Partei)              |                              | Grover Cleveland (Demokratische Partei)                 | Präsidentschaftswahl in den Vereinigten Staaten 1884                                                  | Amtseinführung von Grover Cleveland 4. März 1885         |
|                                | Grover Cleveland (Demokratische Partei)                 |                              | Benjamin Harrison (Republikanische Partei)              | Präsidentschaftswahl in den Vereinigten Staaten 1888                                                  | Amtseinführung von Benjamin Harrison 4. März 1889        |
|                                | Benjamin Harrison (Republikanische Partei)              |                              | Grover Cleveland (Demokratische Partei)                 | Präsidentschaftswahl in den Vereinigten Staaten 1892                                                  | Amtseinführung von Grover Cleveland 4. März 1893         |
|                                | Grover Cleveland (Demokratische Partei)                 |                              | William McKinley (Republikanische Partei)               | Präsidentschaftswahl in den Vereinigten Staaten 1896                                                  | Amtseinführung von William McKinley 4. März 1897         |
|                                | William McKinley (Republikanische Partei)               |                              | Theodore Roosevelt (Republikanische Partei)             | Tod von William McKinley 14. September 1901                                                           | Amtseinführung von Theodore Roosevelt 14. September 1901 |
|                                | Theodore Roosevelt (Republikanische Partei)             |                              | William Howard Taft (Republikanische Partei)            | Präsidentschaftswahl in den Vereinigten Staaten 1908                                                  | Amtseinführung von William Howard Taft 4. März 1909      |
|                                | William Howard Taft (Republikanische Partei)            |                              | Woodrow Wilson (Demokratische Partei)                   | Präsidentschaftswahl in den Vereinigten Staaten 1912                                                  | Amtseinführung von Woodrow Wilson 4. März 1913           |
|                                | Woodrow Wilson (Demokratische Partei)                   |                              | Warren G. Harding (Republikanische Partei)              | Präsidentschaftswahl in den Vereinigten Staaten 1920                                                  | Amtseinführung von Warren G. Harding 4. März 1921        |
|                                | Warren G. Harding (Republikanische Partei)              |                              | Calvin Coolidge (Republikanische Partei)                | Tod von Warren G. Harding 2. August 1923                                                              | Amtseinführung von Calvin Coolidge 3. August 1923        |
|                                | Calvin Coolidge (Republikanische Partei)                |                              | Herbert Hoover (Republikanische Partei)                 | Präsidentschaftswahl in den Vereinigten Staaten 1928                                                  | Amtseinführung von Herbert Hoover 4. März 1929           |
|                                | Herbert Hoover (Republikanische Partei)                 |                              | Franklin D. Roosevelt (Demokratische Partei)            | Präsidentschaftswahl in den Vereinigten Staaten 1932                                                  | Amtseinführung von Franklin D. Roosevelt 4. März 1933    |
|                                | Franklin D. Roosevelt (Demokratische Partei)            |                              | Harry S. Truman (Demokratische Partei)                  | Tod von Franklin D. Roosevelt 12. April 1945                                                          | Amtseinführung von Harry S. Truman 12. April 1945        |
|                                | Harry S. Truman (Demokratische Partei)                  |                              | Dwight D. Eisenhower (Republikanische Partei)           | Präsidentschaftswahl in den Vereinigten Staaten 1952                                                  | Amtseinführung von Dwight D. Eisenhower 20. Januar 1953  |
|                                | Dwight D. Eisenhower (Republikanische Partei)           |                              | John F. Kennedy (Demokratische Partei)                  | Präsidentschaftswahl in den Vereinigten Staaten 1960                                                  | Amtseinführung von John F. Kennedy 20. Januar 1961       |
|                                | John F. Kennedy (Demokratische Partei)                  |                              | Lyndon B. Johnson (Demokratische Partei)                | Tod von John F. Kennedy 22. November 1963                                                             | Amtseinführung von Lyndon B. Johnson 22. November 1963   |
|                                | Lyndon B. Johnson (Demokratische Partei)                |                              | Richard Nixon (Republikanische Partei)                  | Präsidentschaftswahl in den Vereinigten Staaten 1968                                                  | Amtseinführung von Richard Nixon 20. Januar 1969         |
|                                | Richard Nixon (Republikanische Partei)                  |                              | Gerald Ford (Republikanische Partei)                    | Rücktritt von Richard Nixon 8. August 1974                                                            | Amtseinführung von Gerald Ford 9. August 1974            |
|                                | Gerald Ford (Republikanische Partei)                    |                              | Jimmy Carter (Demokratische Partei)                     | Präsidentschaftswahl in den Vereinigten Staaten 1976                                                  | Amtseinführung von Jimmy Carter 20. Januar 1977          |
|                                | Jimmy Carter (Demokratische Partei)                     |                              | Ronald Reagan (Republikanische Partei)                  | Präsidentschaftswahl in den Vereinigten Staaten 1980                                                  | Amtseinführung von Ronald Reagan 20. Januar 1981         |
|                                | Ronald Reagan (Republikanische Partei)                  |                              | George H. W. Bush (Republikanische Partei)              | Präsidentschaftswahl in den Vereinigten Staaten 1988                                                  | Amtseinführung von George H. W. Bush 20. Januar 1989     |
|                                | George H. W. Bush (Republikanische Partei)              |                              | Bill Clinton (Demokratische Partei)                     | Präsidentschaftswahl in den Vereinigten Staaten 1992                                                  | Amtseinführung von Bill Clinton 20. Januar 1993          |
|                                | Bill Clinton (Demokratische Partei)                     |                              | George W. Bush (Republikanische Partei)                 | Präsidentschaftswahl in den Vereinigten Staaten 2000 Entscheidung des Supreme Court 12. Dezember 2000 | Amtseinführung von George W. Bush 20. Januar 2001        |
|                                | George W. Bush (Republikanische Partei)                 |                              | Barack Obama (Demokratische Partei)                     | Präsidentschaftswahl in den Vereinigten Staaten 2008                                                  | Amtseinführung von Barack Obama 20. Januar 2009          |
|                                | Barack Obama (Demokratische Partei)                     |                              | Donald Trump (Republikanische Partei)                   | Präsidentschaftswahl in den Vereinigten Staaten 2016                                                  | Erste Amtseinführung von Donald Trump 20. Januar 2017    |
|                                | Donald Trump (Republikanische Partei)                   |                              | Joe Biden (Demokratische Partei)                        | Präsidentschaftswahl in den Vereinigten Staaten 2020                                                  | Amtseinführung von Joe Biden 20. Januar 2021             |
|                                | Joe Biden (Demokratische Partei)                        |                              | Donald Trump (Republikanische Partei)                   | Präsidentschaftswahl in den Vereinigten Staaten 2024                                                  | Zweite Amtseinführung von Donald Trump 20. Januar 2025   |